# 4.ª etapa de la Vuelta a España 2019
La 4.ª etapa de la Vuelta a España 2019 tuvo lugar el 27 de agosto de 2019 entre Cullera y El Puig sobre un recorrido de 175,5 km y fue ganada al sprint por el neerlandés Fabio Jakobsen del Deceuninck-Quick Step. El irlandés Nicolas Roche logró mantener el maillot rojo.

## Clasificación de la etapa
| \| Clasificación de la etapa \| Clasificación de la etapa \| Clasificación de la etapa \| Clasificación de la etapa \| Clasificación de la etapa \| \| Ciclista \| Ciclista \| Equipo \| Tiempo \| \| \| ------------------------- \| ------------------------- \| ------------------------- \| ------------------------- \| ------------------------- \| \| 1.º \| Fabio Jakobsen \| Deceuninck-Quick Step \| 4 h 04 min 16 s \| \| \| 2.º \| Sam Bennett \| Bora-Hansgrohe \| + 0 s \| \| \| 3.º \| Fernando Gaviria \| UAE Team Emirates \| + 0 s \| \| \| 4.º \| Luka Mezgec \| Mitchelton-Scott \| + 0 s \| \| \| 5.º \| Marc Sarreau \| Groupama-FDJ \| + 0 s \| \| \| 6.º \| Szymon Sajnok \| CCC Team \| + 0 s \| \| \| 7.º \| Edvald Boasson Hagen \| Dimension Data \| + 0 s \| \| \| 8.º \| Jon Aberasturi \| Caja Rural-Seguros RGA \| + 0 s \| \| \| 9.º \| Clément Venturini \| AG2R La Mondiale \| + 0 s \| \| \| 10.º \| Maximiliano Richeze \| Deceuninck-Quick Step \| + 0 s \| \| |                      |                        |                 |
| |                      |                        |                 |
| Fuente: ProCyclingStats |                      |                        |                 |
| Clasificación de la etapa |                      |                        |                 |
| Ciclista | Ciclista             | Equipo                 | Tiempo          |
| 1.º | Fabio Jakobsen       | Deceuninck-Quick Step  | 4 h 04 min 16 s |
| 2.º | Sam Bennett          | Bora-Hansgrohe         | + 0 s           |
| 3.º | Fernando Gaviria     | UAE Team Emirates      | + 0 s           |
| 4.º | Luka Mezgec          | Mitchelton-Scott       | + 0 s           |
| 5.º | Marc Sarreau         | Groupama-FDJ           | + 0 s           |
| 6.º | Szymon Sajnok        | CCC Team               | + 0 s           |
| 7.º | Edvald Boasson Hagen | Dimension Data         | + 0 s           |
| 8.º | Jon Aberasturi       | Caja Rural-Seguros RGA | + 0 s           |
| 9.º | Clément Venturini    | AG2R La Mondiale       | + 0 s           |
| 10.º | Maximiliano Richeze  | Deceuninck-Quick Step  | + 0 s           |

## Clasificaciones al final de la etapa

### Clasificación general
| \| Clasificación general \| Clasificación general \| Clasificación general \| Clasificación general \| Clasificación general \| \| Ciclista \| Ciclista \| Equipo \| Tiempo \| \| \| --------------------- \| --------------------- \| --------------------- \| --------------------- \| --------------------- \| \| 1.º \| Nicolas Roche \| Team Sunweb \| 13 h 55 min 30 s \| \| \| 2.º \| Nairo Quintana \| Movistar Team \| + 2 s \| \| \| 3.º \| Rigoberto Urán \| EF Education First \| + 8 s \| \| \| 4.º \| Mikel Nieve \| Mitchelton-Scott \| + 22 s \| \| \| 5.º \| Miguel Ángel López \| Astana \| + 33 s \| \| \| 6.º \| Primož Roglič \| Team Jumbo-Visma \| + 35 s \| \| \| 7.º \| Sergio Higuita \| EF Education First \| + 37 s \| \| \| 8.º \| Wilco Kelderman \| Team Sunweb \| + 38 s \| \| \| 9.º \| Davide Formolo \| Bora-Hansgrohe \| + 46 s \| \| \| 10.º \| Rafał Majka \| Bora-Hansgrohe \| + 46 s \| \| |                    |                    |                  |
| |                    |                    |                  |
| Fuente: ProCyclingStats |                    |                    |                  |
| Clasificación general |                    |                    |                  |
| Ciclista | Ciclista           | Equipo             | Tiempo           |
| 1.º | Nicolas Roche      | Team Sunweb        | 13 h 55 min 30 s |
| 2.º | Nairo Quintana     | Movistar Team      | + 2 s            |
| 3.º | Rigoberto Urán     | EF Education First | + 8 s            |
| 4.º | Mikel Nieve        | Mitchelton-Scott   | + 22 s           |
| 5.º | Miguel Ángel López | Astana             | + 33 s           |
| 6.º | Primož Roglič      | Team Jumbo-Visma   | + 35 s           |
| 7.º | Sergio Higuita     | EF Education First | + 37 s           |
| 8.º | Wilco Kelderman    | Team Sunweb        | + 38 s           |
| 9.º | Davide Formolo     | Bora-Hansgrohe     | + 46 s           |
| 10.º | Rafał Majka        | Bora-Hansgrohe     | + 46 s           |

### Clasificación por puntos
| Clasificación por puntos | Clasificación por puntos | Clasificación por puntos | Clasificación por puntos | Clasificación por puntos |
| Ciclista                 | Ciclista                 | Equipo                   | Puntos                   |                          |
| ------------------------ | ------------------------ | ------------------------ | ------------------------ | ------------------------ |
| 1.º                      | Sam Bennett              | Bora-Hansgrohe           | 45 pts                   |                          |
| 2.º                      | Fabio Jakobsen           | Deceuninck-Quick Step    | 34 pts                   |                          |
| 3.º                      | Nairo Quintana           | Movistar Team            | 25 pts                   |                          |
| 4.º                      | Luka Mezgec              | Mitchelton-Scott         | 25 pts                   |                          |
| 5.º                      | Edward Theuns            | Trek-Segafredo           | 22 pts                   |                          |
| 6.º                      | Jon Aberasturi           | Caja Rural-Seguros RGA   | 22 pts                   |                          |
| 7.º                      | Nicolas Roche            | Team Sunweb              | 20 pts                   |                          |
| 8.º                      | Primož Roglič            | Team Jumbo-Visma         | 18 pts                   |                          |
| 9.º                      | Szymon Sajnok            | CCC Team                 | 17 pts                   |                          |
| 10.º                     | Marc Sarreau             | Groupama-FDJ             | 17 pts                   |                          |

### Clasificación de la montaña
| Clasificación de la montaña | Clasificación de la montaña | Clasificación de la montaña   | Clasificación de la montaña | Clasificación de la montaña |
| Ciclista                    | Ciclista                    | Equipo                        | Puntos                      |                             |
| --------------------------- | --------------------------- | ----------------------------- | --------------------------- | --------------------------- |
| 1.º                         | Ángel Madrazo               | Burgos-BH                     | 15 pts                      |                             |
| 2.º                         | Alejandro Valverde          | Movistar Team                 | 5 pts                       |                             |
| 3.º                         | Sander Armée                | Lotto-Soudal                  | 4 pts                       |                             |
| 4.º                         | Jelle Wallays               | Lotto-Soudal                  | 3 pts                       |                             |
| 5.º                         | Pierre Latour               | AG2R La Mondiale              | 3 pts                       |                             |
| 6.º                         | Jonathan Lastra             | Caja Rural-Seguros RGA        | 3 pts                       |                             |
| 7.º                         | Ruben Guerreiro             | Katusha-Alpecin               | 2 pts                       |                             |
| 8.º                         | Héctor Sáez Benito          | Euskadi Basque Country-Murias | 2 pts                       |                             |
| 9.º                         | Jorge Cubero                | Burgos-BH                     | 2 pts                       |                             |
| 10.º                        | George Bennett              | Team Jumbo-Visma              | 1 pt                        |                             |

### Clasificación de los jóvenes
| Clasificación del mejor joven | Clasificación del mejor joven | Clasificación del mejor joven | Clasificación del mejor joven | Clasificación del mejor joven |
| Ciclista                      | Ciclista                      | Equipo                        | Tiempo                        |                               |
| ----------------------------- | ----------------------------- | ----------------------------- | ----------------------------- | ----------------------------- |
| 1.º                           | Miguel Ángel López            | Astana                        | 13 h 56 min 03 s              |                               |
| 2.º                           | Sergio Higuita                | EF Education First            | + 4 s                         |                               |
| 3.º                           | Alex Aranburu                 | Caja Rural-Seguros RGA        | + 37 s                        |                               |
| 4.º                           | Tadej Pogačar                 | UAE Team Emirates             | + 1 min 07 s                  |                               |
| 5.º                           | James Knox                    | Deceuninck-Quick Step         | + 1 min 08 s                  |                               |
| 6.º                           | Hugh Carthy                   | EF Education First            | + 1 min 13 s                  |                               |
| 7.º                           | Daniel Felipe Martínez        | EF Education First            | + 1 min 13 s                  |                               |
| 8.º                           | Kilian Frankiny               | Groupama-FDJ                  | + 1 min 22 s                  |                               |
| 9.º                           | Mark Padun                    | Bahrain-Merida                | + 1 min 32 s                  |                               |
| 10.º                          | Ruben Guerreiro               | Katusha-Alpecin               | + 1 min 39 s                  |                               |

### Clasificación por equipos
| Clasificación por equipos | Clasificación por equipos | Clasificación por equipos | Clasificación por equipos |
| Equipo                    | Equipo                    | Tiempo                    |                           |
| ------------------------- | ------------------------- | ------------------------- | ------------------------- |
| 1.º                       | Team Sunweb               | 41 h 19 min 06 s          |                           |
| 2.º                       | EF Education First        | + 2 s                     |                           |
| 3.º                       | Movistar Team             | + 6 s                     |                           |
| 4.º                       | Mitchelton-Scott          | + 16 s                    |                           |
| 5.º                       | Team Jumbo-Visma          | + 35 s                    |                           |
| 6.º                       | UAE Team Emirates         | + 1 min 02 s              |                           |
| 7.º                       | Astana                    | + 1 min 33 s              |                           |
| 8.º                       | AG2R La Mondiale          | + 2 min 10 s              |                           |
| 9.º                       | Caja Rural-Seguros RGA    | + 2 min 10 s              |                           |
| 10.º                      | Deceuninck-Quick Step     | + 2 min 34 s              |                           |

## Abandonos
- Steven Kruijswijk, dolorido en una rodilla debido a la caída sufrida en la contrarreloj inicial, abandonó durante el transcurso de la etapa.[1]